# Endeixis exalata
Endeixis exalata är en fjärilsart som beskrevs av László Anthony Gozmány. Endeixis exalata ingår i släktet Endeixis och familjen äkta malar. Inga underarter finns listade i Catalogue of Life.